# Opel Insignia
El Opel Insignia es un automóvil del segmento D desarrollado por el fabricante alemán Opel que se comenzó a vender en noviembre del año 2008 bajo las marcas Opel, Buick y Vauxhall. Sustituye al Opel Vectra y se enfrentó a modelos de segmento similar como el Peugeot 508, el Ford Mondeo, el Citroën C5, el Renault Talismán (y su antecesor el Renault Laguna), el Toyota Avensis, el Audi A4, el BMW Serie 3, el Volvo S60, el Volkswagen Passat y el Mercedes-Benz Clase C. Se vendió en Estados Unidos, China y México como Buick Regal, en el Reino Unido como Vauxhall Insignia, en Chile y  en todo el resto de Europa es comercializado por Opel. El Buick LaCrosse de segunda generación está basado fuertemente en el Insignia.
El Insignia es un cinco plazas con motor delantero transversal, que se ofrece con tracción delantera y tracción a las cuatro ruedas. Estrena la plataforma Epsilon II de General Motors, que utilizaron más adelante varios turismos de los segmentos D y E de dicho grupo industrial a estrenarse entre 2009 y 2011, tales como el Chevrolet Malibú y el Saab 9-5. Opel recibió el galardón Coche del Año en Europa de 2009 con el Insignia, lo que no lograba desde 1987 con el Opel Omega A.

## Insignia A (2008-2017)

### Equipamiento
El Insignia ha hecho un cambio en el lenguaje de diseño de Opel, viene a dar cuenta de un gran avance tecnológico y se ha trabajado mucho los cánones estéticos. El Insignia cuenta de serie con algunos elementos de equipamiento innovadores. Entre ellos se encuentran los lavaparabrisas térmicos que mediante chorros de vapor derriten el hielo o la suciedad acumulada evitando que las escobillas se congelen, la cámara que entrega información constante al conductor y a las distintas unidades del vehículo. 
El sistema de aparcamiento pilotado permite medir las dimensiones de los espacios para estacionar. Al pasar junto a un hueco en línea a una velocidad de hasta 30 km/h y a una distancia máxima de 1,80 metros, los sensores de este sistema verifican si es posible aparcar en ese lugar, dando cuenta de esto en una pantalla.
La Tecnología de Estabilidad Adaptativa "FlexRide", que funciona a través de un chasis  electromecánico, proporciona tres modos de conducción, resultado de tres diferentes reglajes del chasis. El modo "Sport" ofrece una respuesta deportiva para una conducción activa. El modo "Tour" es el indicado para un ritmo relajado en viajes largos. Y como término medio, el modo "Normal" ofrece un equilibrio ideal. En situaciones extremas, FlexRide interviene automáticamente ajustando todas las variables para proporcionar máximo control y seguridad.
La Tracción Adaptativa Dinámica 4x4 no sólo distribuye el par motor entre ambos ejes, sino también entre ambas ruedas traseras mediante un diferencial autoblocante con control electrónico. Este interviene antes de que se inicia el deslizamiento de las ruedas para contrarrestarlo, tanto en una fuerte aceleración como al mover bruscamente el volante en maniobras evasivas. En el FlexRide al seleccionar el modo OPC del Insignia con el mismo nombre, la tracción se distribuye al 30% a las ruedas delanteras y el 70% a las traseras. Además, permite un deslizamiento limitado del eje trasero, lo que otorga al coche un mayor carácter deportivo. Todo un coche de lujo.

### Seguridad

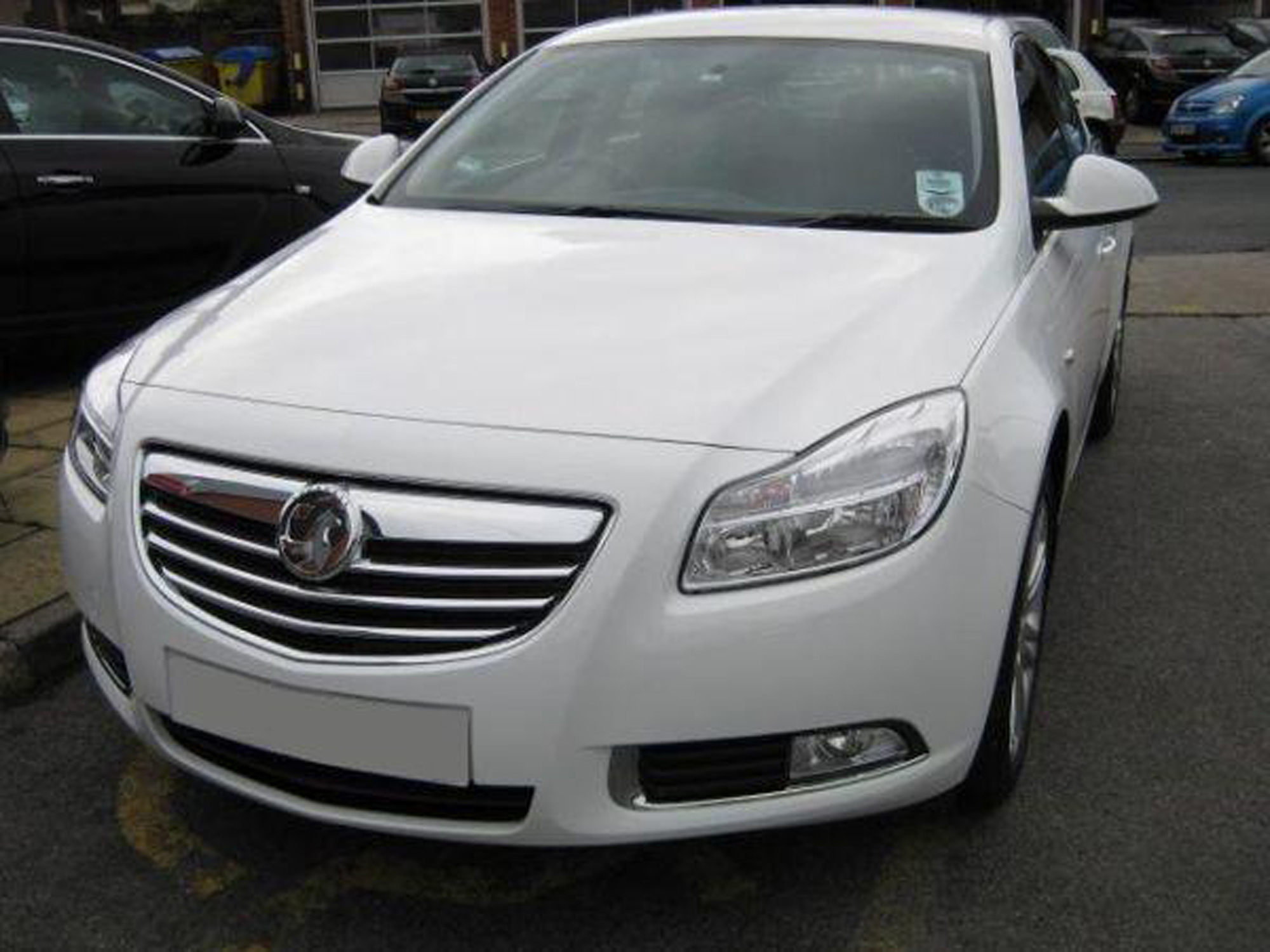
Vauxhall Insignia

Con el Insignia, Opel estrena la segunda generación de faros "AFL-Plus+", los cuales mediante la proyección de xenón puede realizar nueve posiciones diferentes de haz de luz, sumado a las luces diurnas de diodos (LED) permiten una óptima iluminación en todo momento, el resultado total es una menor fatiga visual, mayor placer de conducción y, ante todo, superior seguridad activa.
Posee también un sistema de monitorización de la presión de los neumáticos. Actúa mediante sensores situados en el interior de las válvulas. Si la presión desciende 0,3 bares del nivel recomendado, la pantalla lo advierte indicando cuál es la rueda afectada. 
El Insignia también incluye reposacabezas activos, que al detectar que el torso del ocupante se desplaza súbitamente hacia adelante debido a un impacto trasero, el reposacabezas también se desplaza hacia delante y hacia arriba para minimizar el riesgo de lesiones cervicales y en la cabeza. esto sumado a los cinturones de doble pretensor lo cual es una importante innovación para la retención de los ocupantes: los cinturones delanteros con dos pretensores, uno en cada banda. Al habitual pretensor de la banda diagonal fijado al asiento, se une el nuevo pretensor, de la banda horizontal, anclado a la carrocería. De esta forma, en caso de impacto se asegura una óptima posición del ocupante que favorece la eficacia de los airbags, ideal retención a la que también contribuyen los asientos contorneados. Además, los cinturones son regulables en altura y disponen de limitadores de fuerza que evita las lesiones provocadas por una excesiva presión del cinturón
También se suma el "Opel Eye", que es una cámara que toma 20 fotogramas por segundo para una perfecta asistencia en la conducción, integra un sistema de detección de señales de tráfico y un avisador de cambio involuntario de carril (LDW). En 2011 se le añaden funciones como lectura de nuevas señales de tráfico y un novedoso sistema denominado "Alerta de colisión" donde el vehículo mide a través de unidades de tiempo la distancia entre el coche precedente, informando al conductor estas distancias y si fuera pertinente, una inminente colisión.
En 2011 se actualizan los sistemas multimedia, y se agregan los equipos Navi600 y Navi900, al igual que los modelos anteriores permiten mantener la mayoría de las cartografías de los países europeos, con la garantía de poder guardarlos en microtarjetas de memoria SD. Estos sistemas también permiten, aparte de los puntos de interés establecidos por el sistema, descargar y crear propios puntos de interés y almacenarlos en las tarjetas de memoria o bien vía USB.

### Carrocerías
Inicialmente, el Insignia está disponible con carrocerías sedán de cuatro puertas y liftback de cinco puertas, que se presentaron oficialmente en el Salón del Automóvil de Londres de 2008. Una variante familiar de cinco puertas se estrenó en el Salón del Automóvil de París de 2008 y se añadirá a la gama en el segundo trimestre de 2009. Esta versión se llamará "Insignia Sports Tourer", contra "Vectra Caravan" de su predecesor. Asimismo, se especula sobre un posible cupé de dos puertas similar al Opel GTC Concept, un prototipo de automóvil del cual se inspiran varios rasgos de diseño del Insignia.

### Mecánica
En su lanzamiento, la gama de motores de gasolina del Insignia se componía de un 1.6 litros atmosférico de 116 CV, un 1.8 litros atmosférico de 140 CV, un 2.0 litros con turbocompresor de 220 CV, y un 2.8 litros de 260 CV. El más potente tiene seis cilindros en V, y el resto cuatro cilindros en línea. Mientras tanto, la única motorización diésel es un cuatro cilindros en línea de 2.0 litros, equipado con turbocompresor e inyección directa de combustible con alimentación por common-rail de 110, 130 o 160 CV.
A lo largo del año  2009 se añadieron más motorizaciones: una versión turboalimentada del gasolina de 1.6 litros que desarrolla 180 CV y un motor gasolina V6 turbo de 2.8 litros y 325 CV para la versión deportiva "Insignia OPC". Además de las variantes ECOflex de los motores 2.0 CDTI de 130 CV y 160 CV respectivamente.
Con la llegada de 2011 el Insignia se actualiza en cuanto a mecánicas dejando de ofrecer el motor 1.8i litros atmosférico de 140 CV, reemplazándolo por el 1.4T litros turbocompresor de 140 CV con un consumo de combustible de solo 5,7L/100km, estrenado anteriormente en 2010 en el Opel Astra J. También se actualiza el motor  2.0 litros con turbocompresor pasando de ofrecer 220 CV a los 250 CV en su variante 4x4 y reduciendo el consumo hasta llegar a los 8,4L/100km. además de la incorporación del sistema Start&Stop el cual detiene el motor en paradas como semáforos: en su variante 4x2 la potencia se mantiene en 220 CV.
Las motorizaciones diésel por su parte mantienen las prestaciones, pero todos han sido puestos a puntos para rebajar los consumos en un 12% respecto a su precedentes. en el caso del motor 2.0CDTI ecoflex emite solo 115g por kilómetro recorrido, dejándolo exento del pago de impuesto de matriculación en varios países europeos.
Todas las versiones equipan de serie transmisión manual o automática secuencial de seis velocidades. Los motores Gasolina de al menos 250 CV de potencia se pueden asociar a tracción a las cuatro ruedas. Así como también los diésel desde 160 CV
Actualmente en 2012 el Opel Insignia cuenta con los siguientes motores de gasolina: 1.4 Turbo de 140cv Start & Stop, 1.6 Turbo de 180cv, 2.0 Turbo Start & Stop de 220cv, 2.0 Turbo Start & Stop de 250cv 4x4, 2.8 Start & Stop de 280cv 4x4 y 2.8 turbo de 325cv 4x4 (OPC). Además, en el apartado de combustibles alternativos cuenta con el motor 1.4 Turbo de combustible "GLP" que puede funcionar con gasolina o gas indistintamente.
En diésel, cuenta con la única opción diésel ofrecida en distintas variantes, el conocido : 2.0 CDTI Start & Stop de 110cv, 130 y 165cv (este último puede asociar la tracción integral opcional). Además a lo largo de 2012 se puso a disposición la variante más potente del mismo motor, ofreciendo 195cv en la variante CDTI BiTurbo también con Start & Stop (la tracción integral es opcional).

### Galería

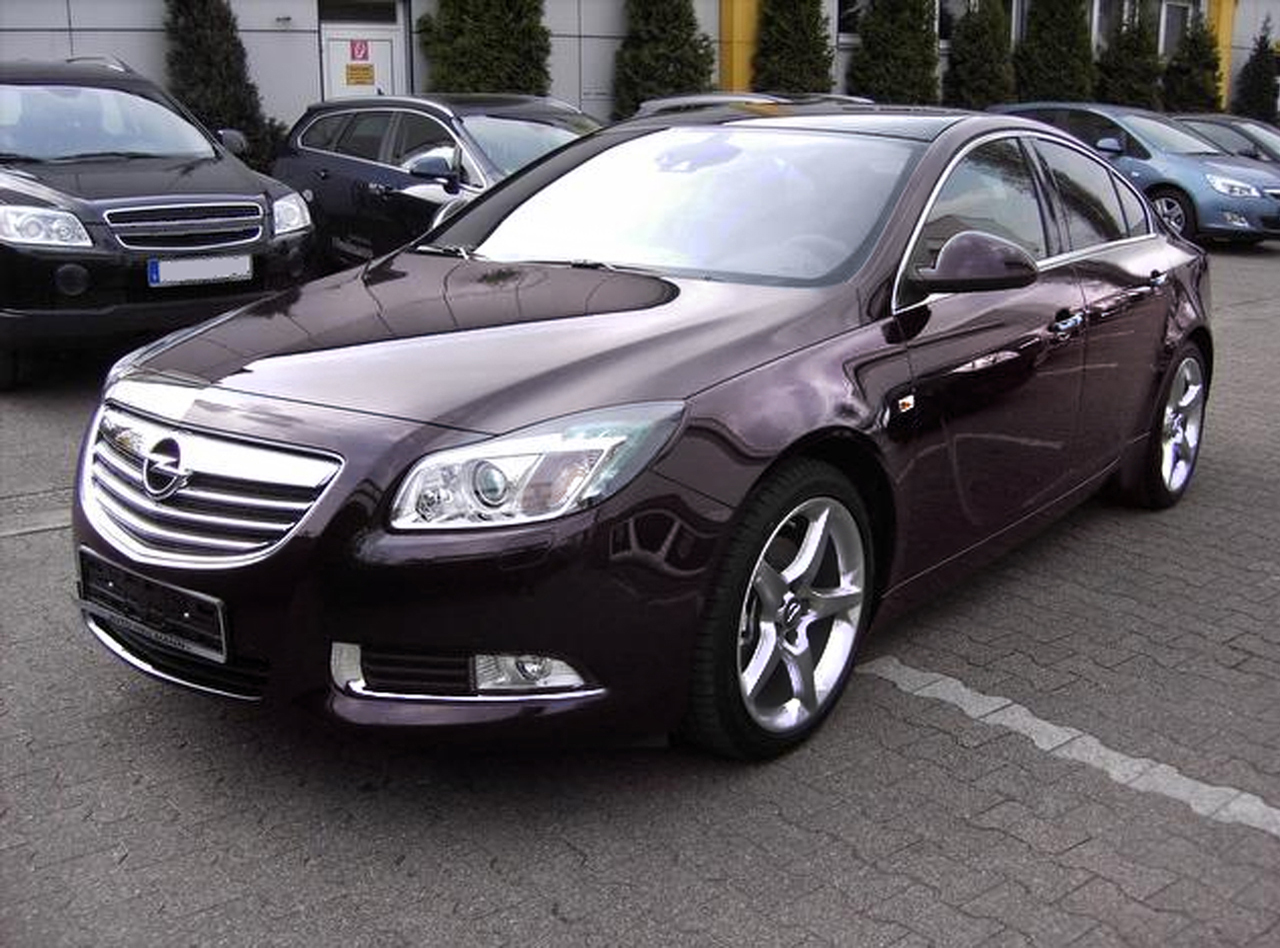
Opel Insignia Sedan 4 Puertas
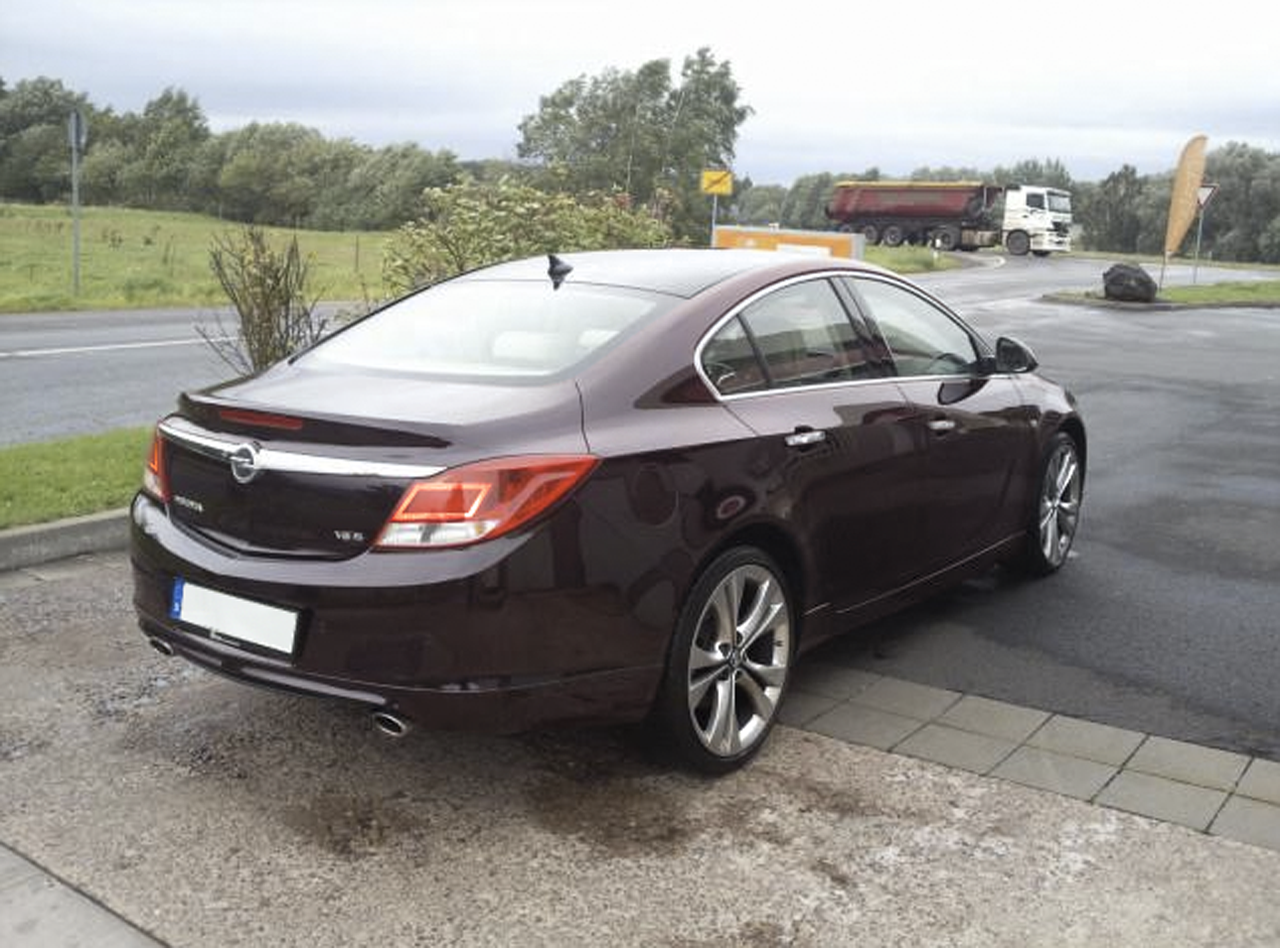
Opel Insignia Sedan 4 Puertas
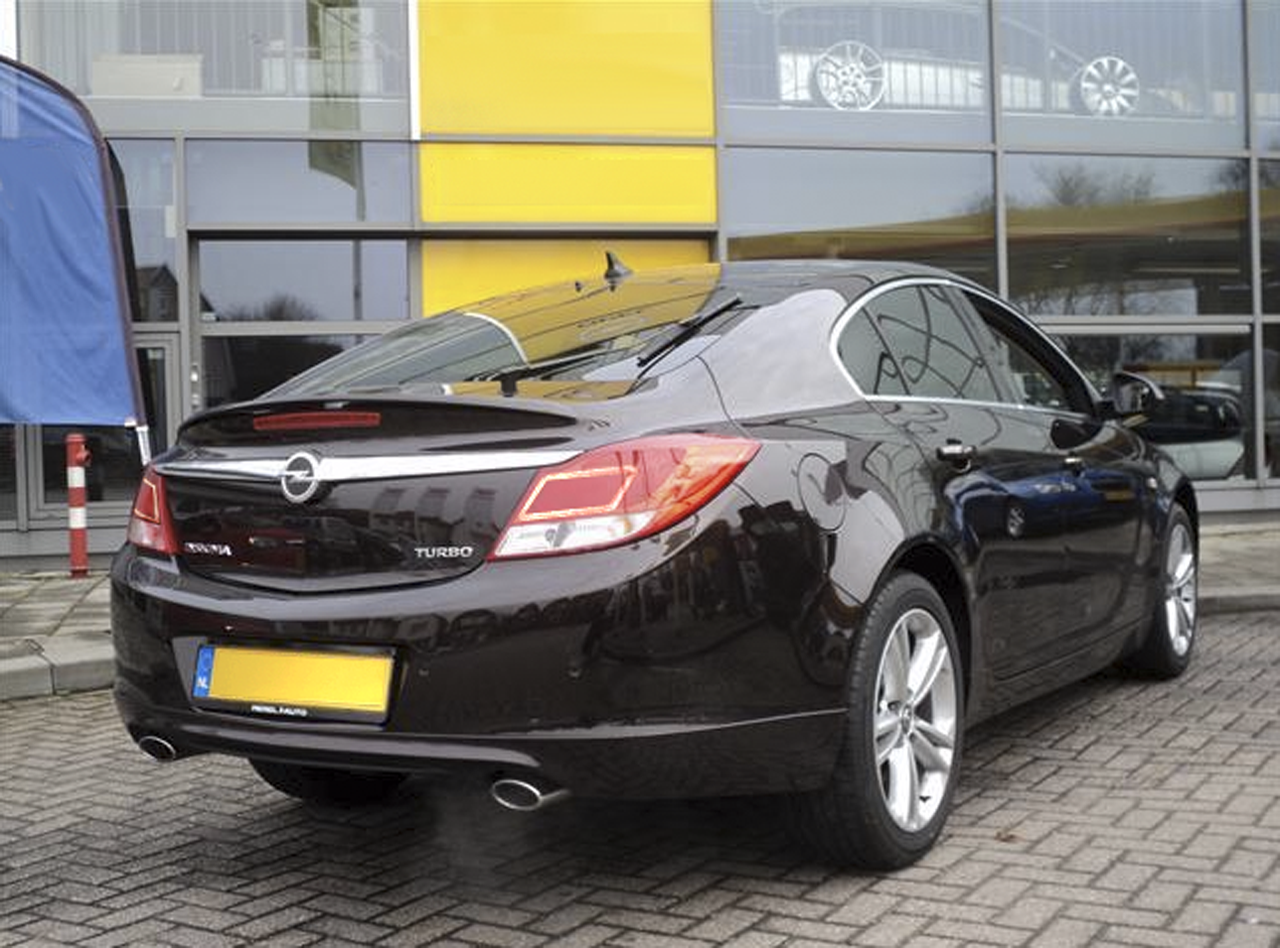
Opel Insignia Liftback 5 Puertas
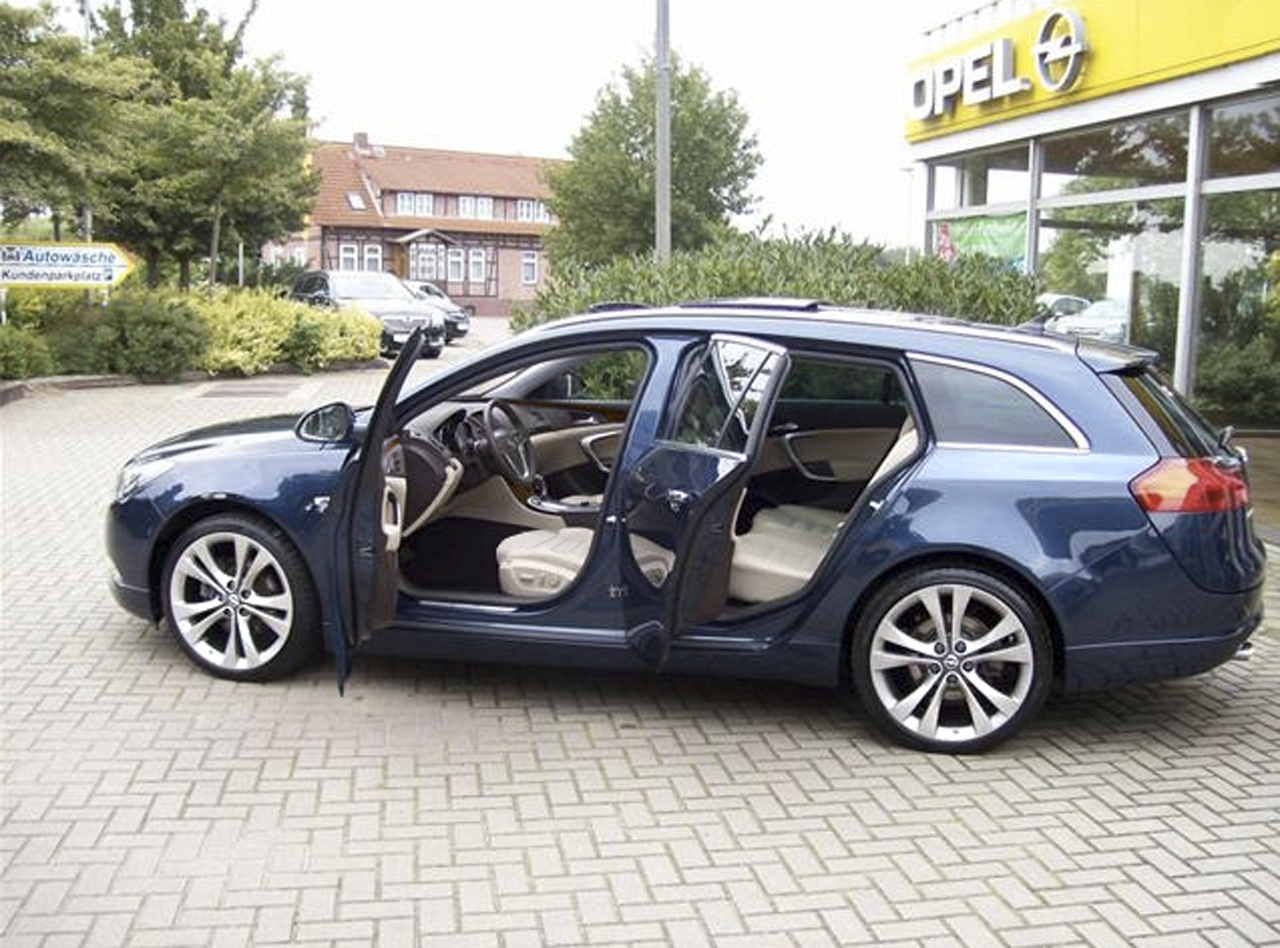
Opel Insignia Familiar
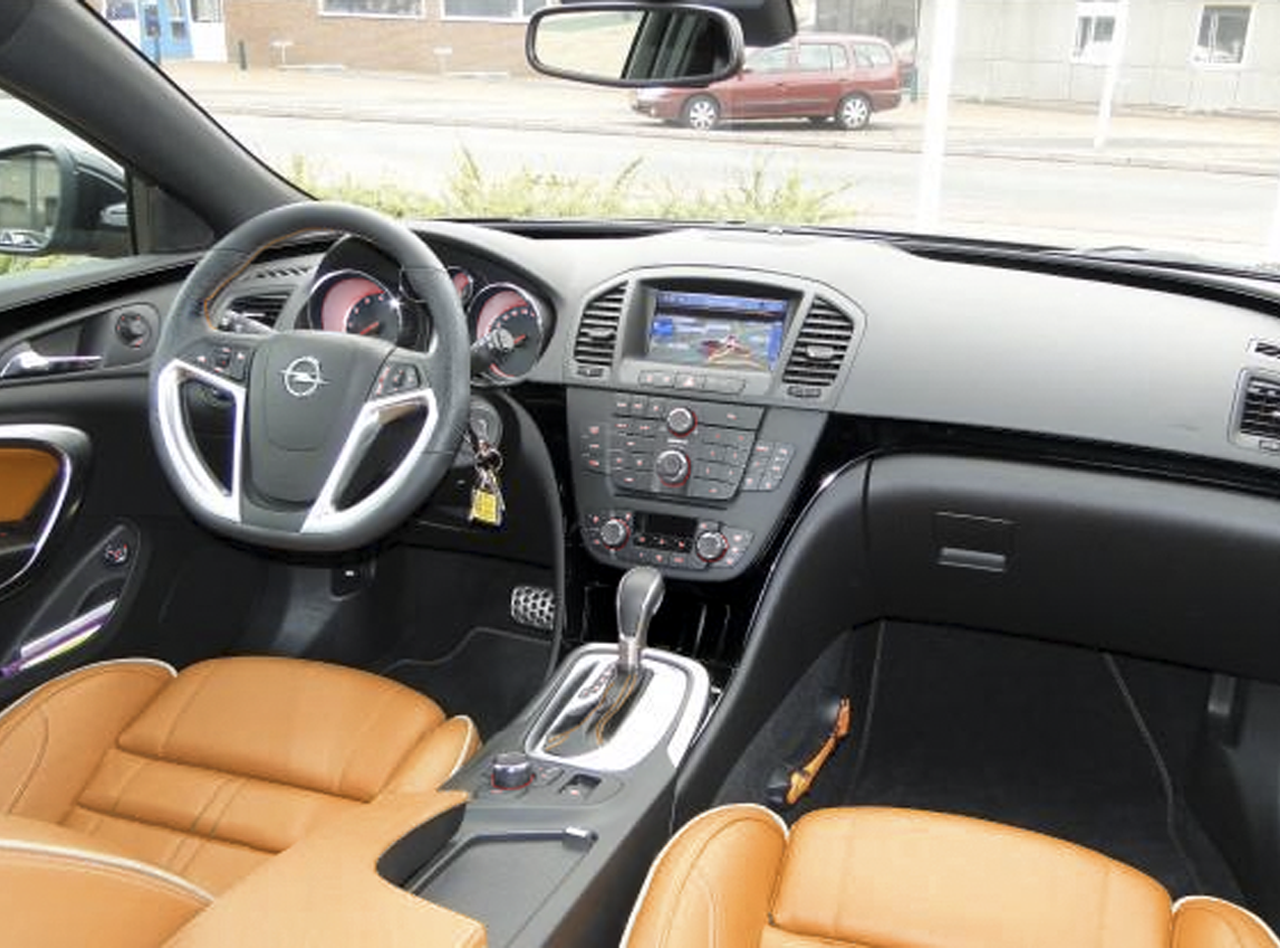
Opel Insignia Innovations Interior.
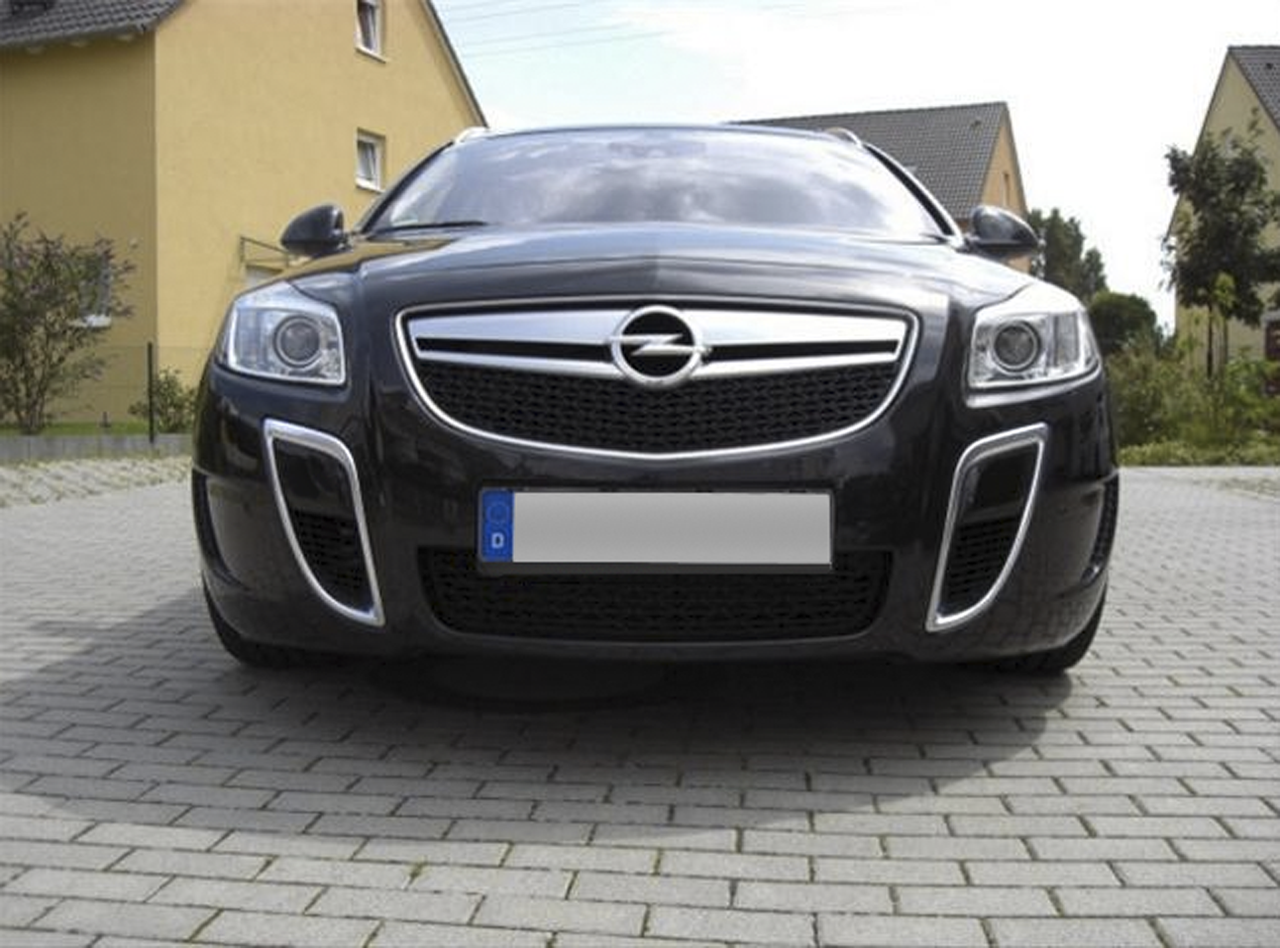
Opel Insignia OPC 4 Puertas
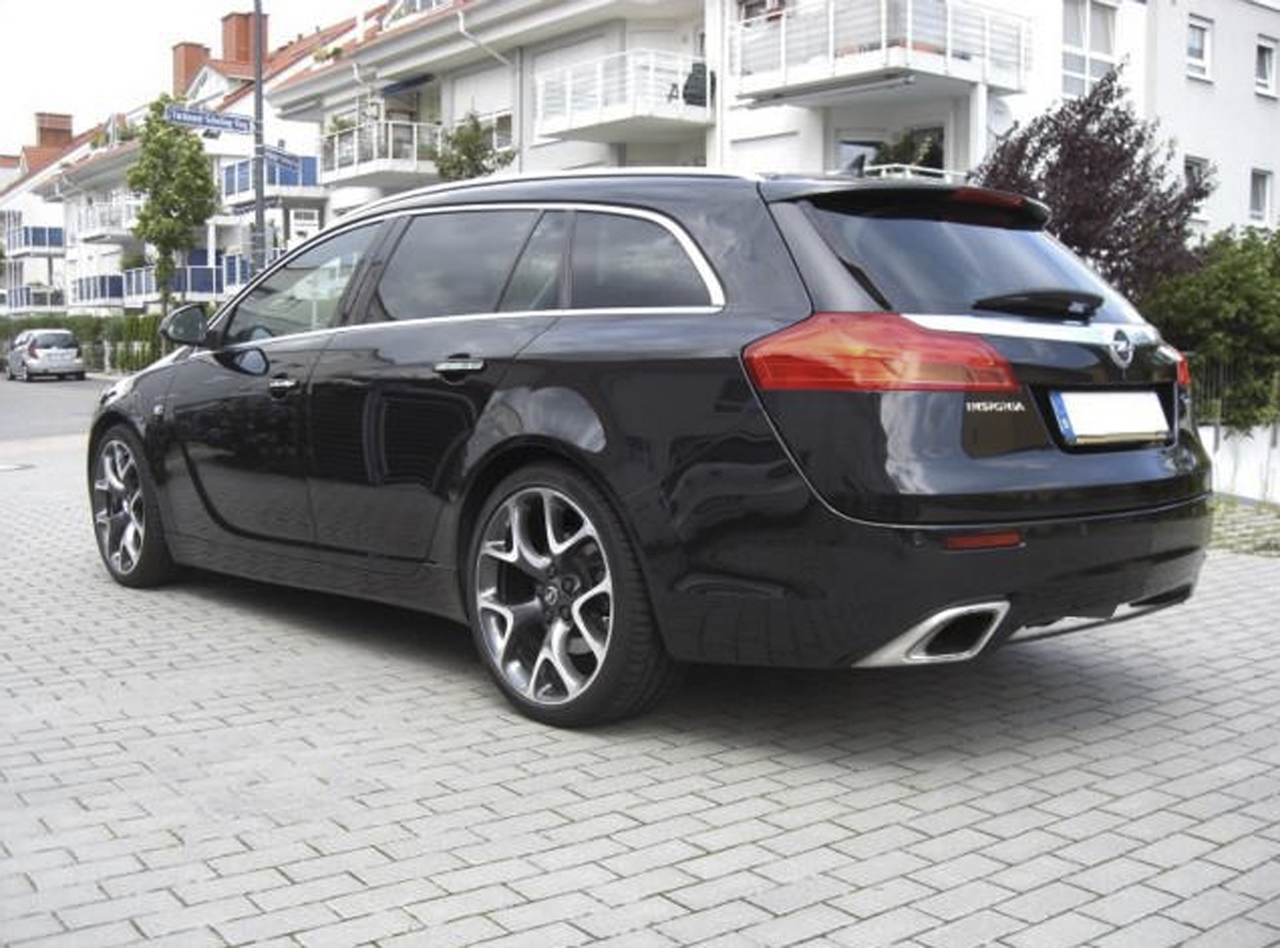
Opel Insignia OPC familiar
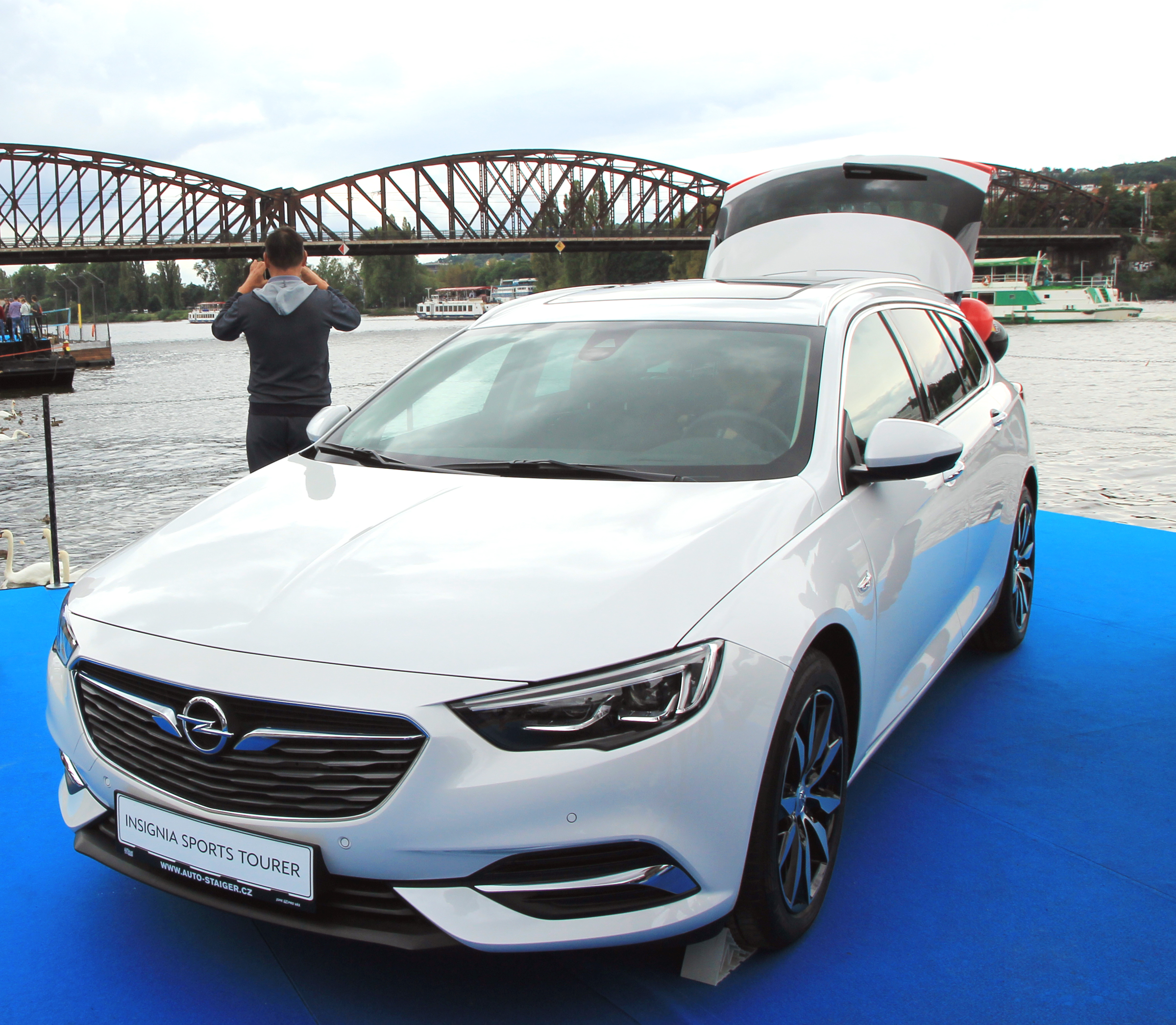
Opel Insignia Sports Tourer 2017

## Insignia B (2017-2022)

### Carrocerías
El Opel insignia de segunda generación cuenta a diferencia de la anterior generación con 2 carrocerías denominadas comercialmente como Insignia grand Sport (Liftback 5 Puertas) y Insignia Sports Tourer (familiar)

### Mecánica
La gama tiene motores de gasolina de 1.5 litros con 140 y 165cv y un 2 litros con 260 cv(GSI) y Diesel de 1.6 litros con 110 y 136cv y un 2 litros con 170cv, todos ellos de cuatro cilindros y turboalimentados.

### Galería

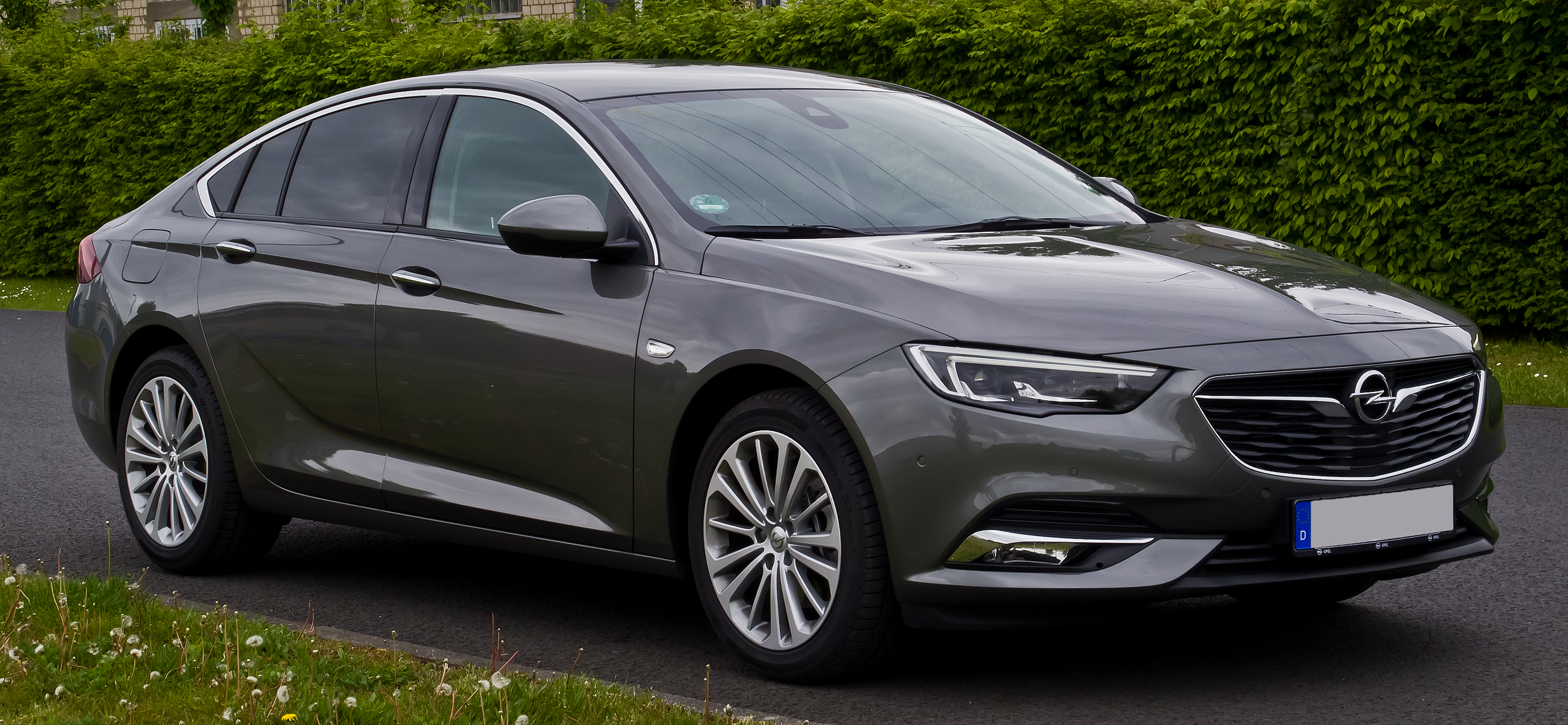
Opel Insignia Liftback
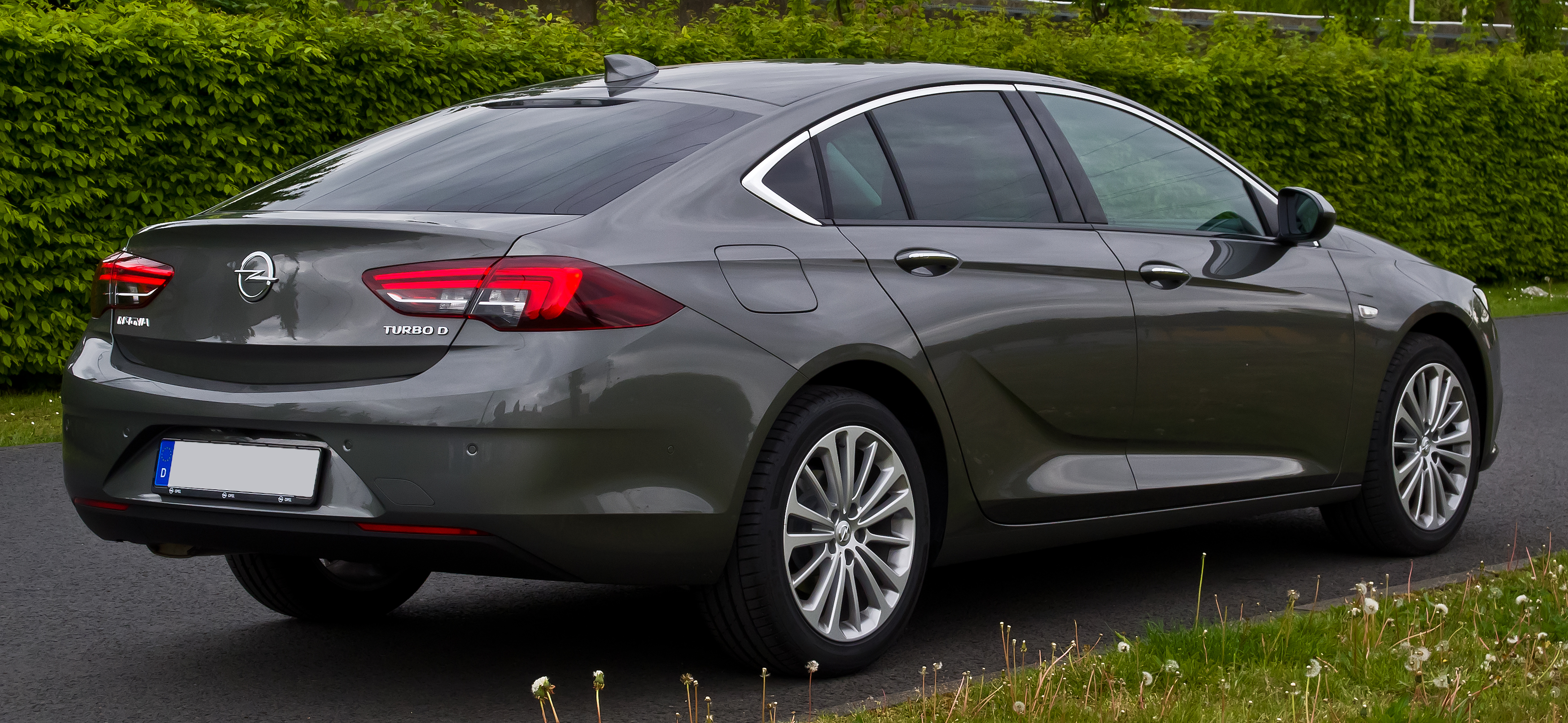
Opel Insignia  Liftback
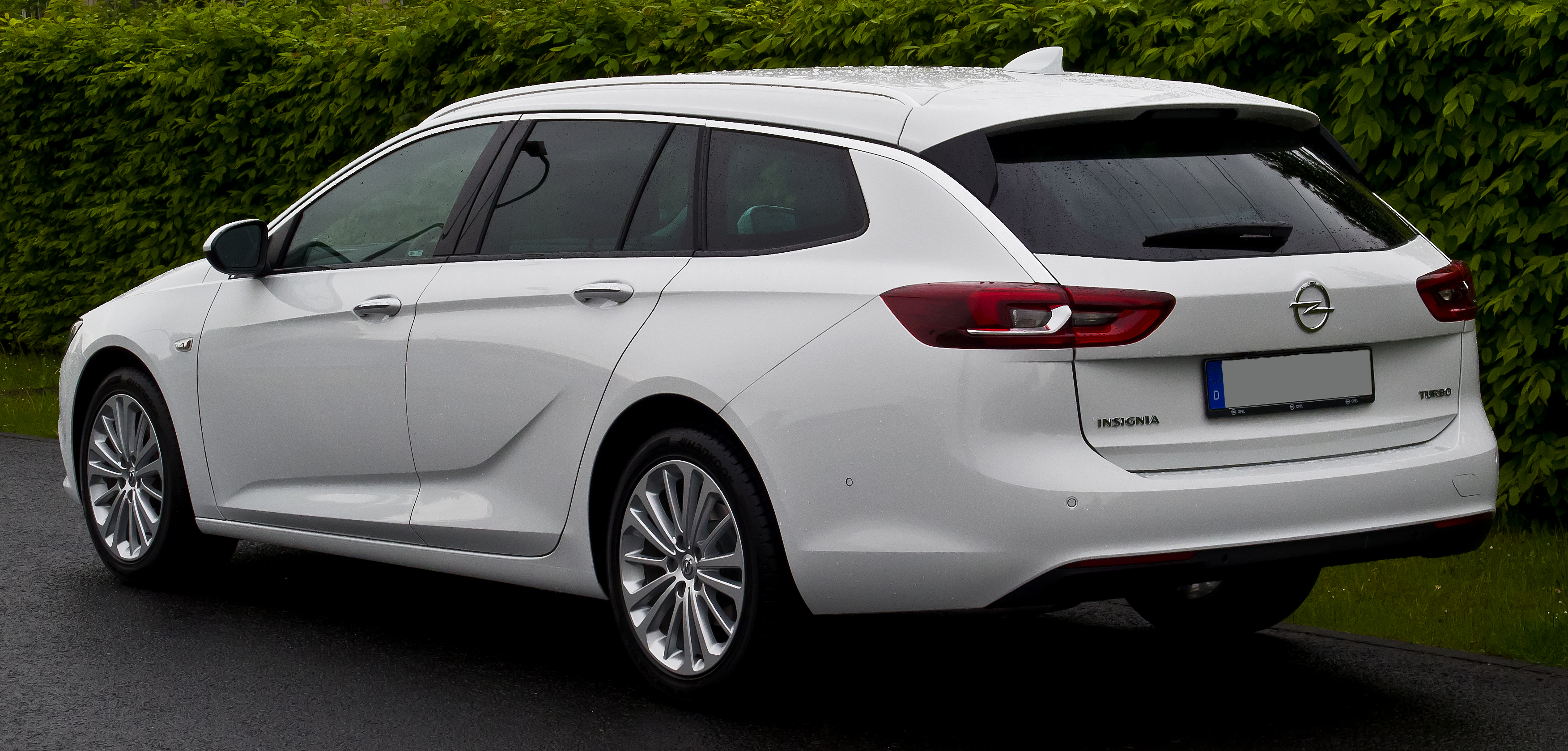
Opel Insignia Familiar

### Insignia B restyling (2020-2022)

#### Mecánica
La gama en España se compone de un motor diésel 2.0 que se puede elegir con cambio manual o automático y tres opciones gasolina 2.0 de 170, 200 o 230 (GSI) caballos, todas con cambio automático. El Opel insignia es un vehículo de tracción delantera excepto la versión GSI que dispone de tracción integral.